# Potápka madagaskarská
Potápka madagaskarská (Tachybaptus pelzelnii) je malý druh potápky, který se vyskytuje pouze ve středním a západním Madagaskaru.

## Systematika
Druh formálně popsal německý přírodovědec Gustav Hartlaub v roce 1861. Druhové jméno připomíná rakouského ornitologa Augusta von Pelzelna.

## Výskyt
Potápka madagaskarská se vyskytuje pouze na Madagaskaru. Její populace pokrývá velké geografické území, avšak nikde není početná, takže odhad celkové populace není jednoduchý. Relativně hojná je hlavně ve střední a západní části ostrova. Celkový počet potápek madagaskarských se v roce 2018 odhadoval na 2000.

## Popis
Jedná se o menší potápku o výšce 25 cm. Charakteristickým znakem opeření je bílé hrdlo a přední část krku, které jsou odděleny od tmavého temena pásem načervenalého opeření. Svrchní část opeření je převážně tmavá, spodina bílá. Zobák je bledý. Prostý šat je bledší, méně výrazný než šat svatební.

## Biologie

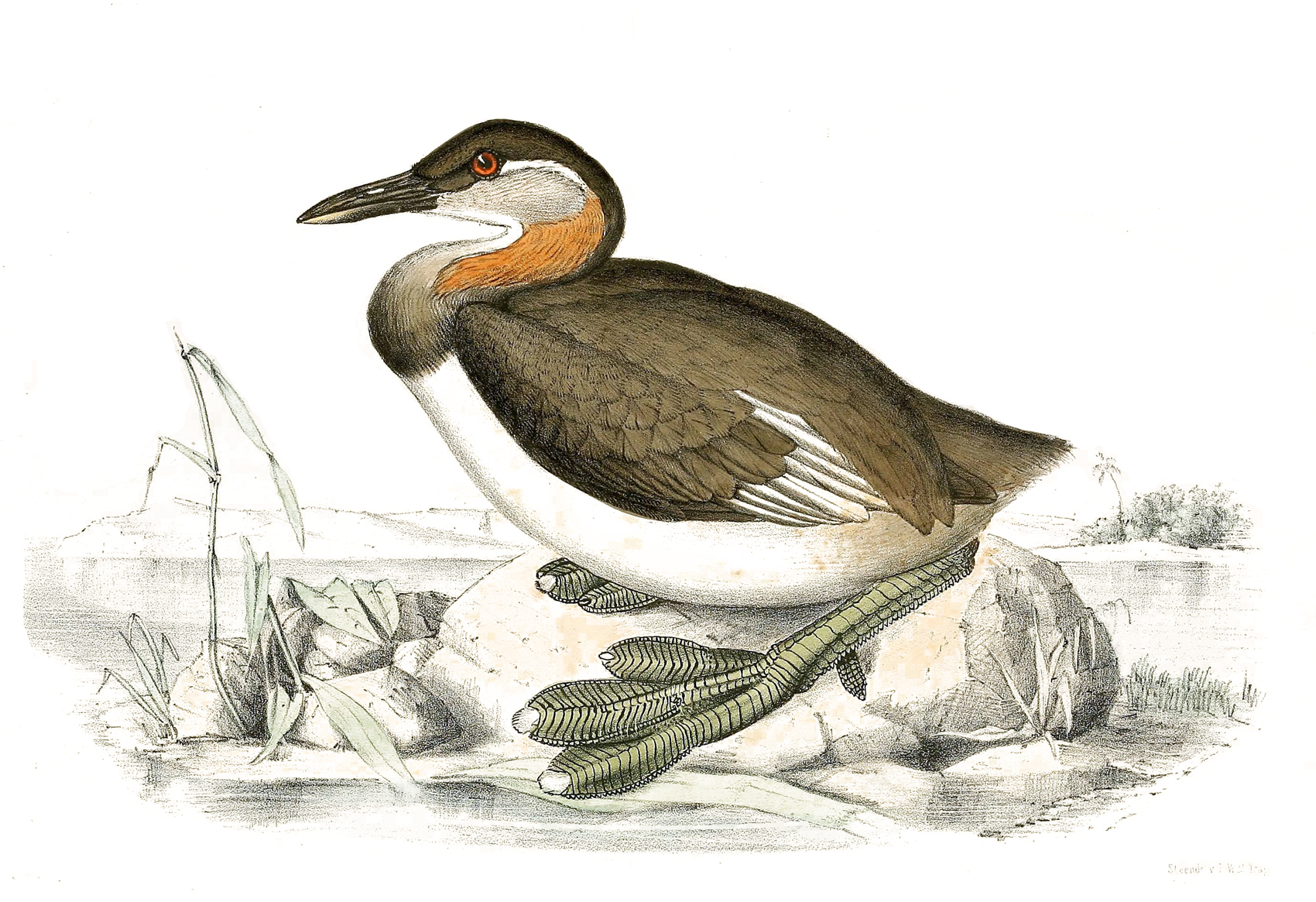
Ilustrace potápky madagaskarské (John Gerrard Keulemans, 1868)

Živí se menšími rybami a vodními bezobratlými. K zahnízdění dochází koncem období dešťů mezi únorem a dubnem, ale také od srpna do října. Samice klade 3–4 vejce do hnízda plovoucího na hladině.

## Ohrožení
Celková populace je na ústupu vlivem predace introdukovanými rybami (hlavně okounkem pstruhovým (Micropterus salmoides), Channa sp.), úmrtím v důsledku zamotání do rybářských sítí a úbytkem přirozeného prostředí, jelikož přirozená močálovitá krajina je zabírána pro účely pěstování rýže. Některé druhy invazivních ryb (tilápie červenobřichá (Coptodon zillii) aj.) navíc drasticky vyžírají vegetaci v místních jezerech, čímž dochází k úbytku biologické diverzity a degradaci přirozených stanovišť potápek madagaskarských. Taková stanoviště jsou navíc vhodná spíše pro potápku malou (Tachybaptus ruficollis), která se na Madagaskaru rozšířila ze západní Afriky teprve někdy ve 20. století. Mezinárodní svaz ochrany přírody hodnotí potápku madagaskarskou jako ohrožený druh.